# 34478 Jonasboukamp
34478 Jonasboukamp è un asteroide della fascia principale. Scoperto nel 2000, presenta un'orbita caratterizzata da un semiasse maggiore pari a 2,9070160 au e da un'eccentricità di 0,0249339, inclinata di 3,41418° rispetto all'eclittica.